# بيرات البيرق
 بيرات البيرق (من مواليد 21 فبراير 1978؛ إسطنبول) هو رجل أعمال وسياسي تركي. شغل منصب وزير الطاقة والموارد الطبيعية من 2015 إلى 2018 ووزير الخزانة والمالية من 2018 إلى 2020. وأصبح نائباً عن إسطنبول عن حزب العدالة والتنمية في الانتخابات العامة في يونيو 2015 ونوفمبر 2015. وهو متزوج من إسراء أردوغان، ابنة الرئيس التركي رجب طيب أردوغان.

## النشأة
بيرات البيرق من مواليد يوم 21 فبراير 1978 في اسطنبول. اسم والده صادق واسم والدته كيميت. هو في الأصل من طرابزون. أكمل تعليمه الابتدائي في مدرسة فنديكزاد الابتدائية وتعليمه الثانوي في مدرسة الفاتح الثانوية للبنين. بيرات البيرق، الذي تزوج من إسراء البيرق، الابنة الكبرى لرئيس الجمهورية التركية، رجب طيب أردوغان، عام 2004، لديه 3 أولاد (أحمد عاكف مواليد 2006، صادق أيمن مواليد 2015، حمزة صالح مواليد 2020) و فتاة واحدة (إيمين ماهينور مواليد 2009) وهو أب لأربعة أطفال منهم .
بعد تخرجه من قسم إدارة الأعمال بجامعة إسطنبول باللغة الإنجليزية عام 1999، أكمل درجة الماجستير في المالية من كلية لوبين للأعمال بجامعة بيس في نيويورك عام 2004. في عام 2011، حصل على درجة الدكتوراه من جامعة قادر هاس، قسم العلوم المصرفية والمالية، بأطروحته بعنوان "مصادر الطاقة المتجددة والتمويل في إنتاج الطاقة الكهربائية".

## المشوار المهني

### شركة نشاليك
انضم إلى شركة تشاليك القابضة في عام 1999، وعين المدير المالي لمكتب الولايات المتحدة في عام 2002 أثناء دراسته للماجستير في إدارة الأعمال في كلية لوبين لإدارة الأعمال، جامعة بيس في نيويورك. في عام 2004، تم تعيين البيرق كمدير في الولايات المتحدة لشركة كاليك.
لدى عودته إلى تركيا في عام 2006، شغل البيرق لأول مرة منصب معاون مدير عام الشؤون المالية شركة تشاليك، وعين رئيسا تنفيذيا لشركة تشاليك القابضة في عام 2007.، وكان الرئيس التنفيذي لشركة تشاليك البيرق حتى وقت متأخر 2013.
بعجيا عن تشاليك فقد قام بشراء صحيفة «صباح» وقناة «A- Habe» المعروفتين بتغطيتهما الإيجابية لأخبار الرئيس التركي أردوغان

### المسار السياسي
أصبح البيرق عضوا في البرلمان مع الحاكم حزب العدالة والتنمية بعد انتخابات 7 يونيو 2015 ، مع إعادة انتخابها في انتخابات مبكرة من 1 نوفمبر 2015. في 24 نوفمبر 2015، تم تعيينه وزيراً للطاقة والموارد الطبيعية في حكومة تركيا الرابعة والستين تحت رئاسة أحمد داود أوغلو.
وشهدت فترة ولايته كوزير للطاقة أن شركات الطاقة تضخ مليارات من الدولارات في الديون لأنها تقترض أموالاً لتمويل عمليات الاستحواذ والتوسع، في الوقت الذي أدت فيه قيود الحكومة على أسعار الطاقة إلى تآكل خطوط أرباحها. وهكذا ساهم قطاع الطاقة في أزمة العملة والديون التركية لعام 2018. وتم انتخابه إعادة انتخابه في 24 يونيو 2018 ضمن البرلمان بموجب دستور جديد. في 9 يوليو 2018، تم تعيينه وزيرا للخزانة والمالية.ضمن حكومة رجب طيب أردوغان الرابعة.

## الحياة السياسية
أصبح البيرق عضوا في البرلمان مع حزب العدالة والتنمية الحاكم بعد انتخابات 7 يونيو 2015. وفي 24 نوفمبر تم تعيينه وزير الطاقة والموارد الطبيعية في الحكومة ال64 في تركيا تحت رئاسة رئيس الوزراء أحمد داود أوغلو.، كما ترأس البيرق بعض مشاريع الطاقة المهمة لتشاليك.

## اتجاهه السياسي
دخل مجلس الأمة التركي الكبير نائباً عن حزب العدالة والتنمية في انتخابات 7 يونيو 2015. وفي المؤتمر العادي الخامس لحزب العدالة والتنمية، الذي عقد في 12 سبتمبر 2015، كان عضوًا في قائمة MKYK (القرار المركزي والمجلس التنفيذي). أصبح وزيراً للطاقة والموارد الطبيعية في الحكومة الـ64 التي تشكلت بعد الانتخابات العامة في 1 نوفمبر 2015. كما واصل مهامه كوزير للطاقة والموارد الطبيعية في الحكومة الـ65. وفي المؤتمر الاستثنائي الثالث لحزب العدالة والتنمية الذي عقد في 21 مايو 2017، تم إدراجه مرة أخرى في قائمة MKYK (القرار المركزي والمجلس التنفيذي). بعد الانتخابات العامة التي أجريت عام 2018 بعد نظام الحكم الرئاسي المعتمد في استفتاء تعديل الدستور عام 2017، بدأ العمل كوزير للخزانة والمالية في الحكومة السادسة والستين، في أول وزارة في النظام الرئاسي.

## الحياة الشخصية
بيرات البيرق تزوج إسراء البيرق (ابنة رجب طيب اردوغان) في يوليو 2004. لديهم ثلاثة أطفال. أحمد عاكف (ولد في 2006)، أمينة ماهينور ( ولدت في 2009) وصادق (ولد في 2015).
فيما يتعلق بالتحقيق العالمي فيما يطلق عليها وثائق أوراق الجنة، رفع البيرق في عام 2018 دعاوى تشهير ضد الصحفي الحائز على جائزة وصحيفة عالمية من الصحافيين المحققينن والذي اسمه بيلين أنكر ( Pelin Ünker) ، وصحيفة جمهوريت ، حيث طالب بغرامات مالية على الأضرار المزعومة لسمعته. بعد نشر الصحيفة في نوفمبر 2017 تفاصيل حول كيفية قيام السياسيين والشركات متعددة الجنسيات والمجرمون بإخفاء الأموال في الخارج وتجنب الضرائب، بما في ذلك شركة البايراك التي تديرها شركة تشاليك القابضة (بالتركية:Çalık Holding) وشقيقه.

## قالة عنه
- أول من أنذر الرئيس أردوغان بالانقلاب ليلة 15 يونيو 2016
- يصفه البعض بأنه ظِل أردوغان السياسي، وأحد الأوراق التي يثق فيها ثقة مُطلقة من بين رجاله.